# جو كروس
جو كروس (بالإنجليزية: Joe Cross)‏ هو لاعب كرة قاعدة أمريكي، ولد في 6 يناير 1858 في شيكاغو في الولايات المتحدة، وتوفي في 2 أبريل 1933 في كليفلاند في الولايات المتحدة.

## وصلات خارجية
- جو كروس على موقعبيزبول رفرنس.كوم (الدوري الرئيسي) (الإنجليزية)